# Andrea Fiore
Andrea Fiore (Carmagnola, 29 novembre 1853 – Cuneo, 18 gennaio 1914) è stato un vescovo cattolico italiano.

## Biografia
Andrea Fiore nacque a Carmagnola e succedette a Teodoro Valfrè di Bonzo come vescovo di Cuneo, dopo che il suo predecessore fu nominato vescovo di Como. Promosse la creazione di oratori maschili e femminili nella sua diocesi e diede impulso all'Azione Cattolica. Istituì nuove parrocchie e compì molte visite pastorali. Nel 1901 convocò il secondo sinodo cuneese nel quale si discusse dei problemi del seminario e delle materie da insegnarvi. Aprì una casa per ospitare i preti nel periodo estivo e creò un convitto ecclesiastico per i preti giovani. Si occupò anche molto dei problemi dell'emigrazione dalle montagne.

## Genealogia episcopale
La genealogia episcopale è:
- Cardinale Scipione Rebiba
- Cardinale Giulio Antonio Santori
- Cardinale Girolamo Bernerio, O.P.
- Arcivescovo Galeazzo Sanvitale
- Cardinale Ludovico Ludovisi
- Cardinale Luigi Caetani
- Cardinale Ulderico Carpegna
- Cardinale Paluzzo Paluzzi Altieri degli Albertoni
- Papa Benedetto XIII
- Papa Benedetto XIV
- Papa Clemente XIII
- Cardinale Marcantonio Colonna
- Cardinale Giacinto Sigismondo Gerdil, B.
- Cardinale Giulio Maria della Somaglia
- Cardinale Carlo Odescalchi, S.I.
- Cardinale Costantino Patrizi Naro
- Cardinale Lucido Maria Parocchi
- Vescovo Andrea Fiore